# Argiope ponape
Argiope ponape är en spindelart som beskrevs av Claude Lévi 1983. Argiope ponape ingår i släktet Argiope och familjen hjulspindlar. Inga underarter finns listade i Catalogue of Life.